# Anopheles baileyi
Anopheles baileyi este o specie de țânțari din genul Anopheles, descrisă de Edwards în anul 1929. Conform Catalogue of Life specia Anopheles baileyi nu are subspecii cunoscute.